# تاريخ البريد والطوابع البريدية في الصومال

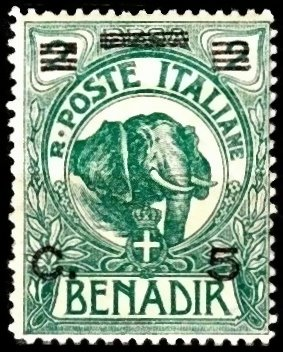
أنشأت السلطات الإيطالية الاستعمارية أول طابع بريدي في الصومال في محافظة "بنادر": وهذا نموذج لطابع بنادر الصادر عام 1907، والذي فُرضت رسوم إضافية عليه في عام 1926.

هذا مسح للطوابع البريدية والتاريخ البريدي في الصومال.
خضعت منطقة شمال غرب الصومال منذ أواخر القرن التاسع عشر وحتى عام 1960، للسيطرة البريطانية وسُمي إداريا باسم الصومال البريطاني، فيما خضعت المناطق الشمالية الشرقية، والوسطى، والجنوبية من البلاد لسيطرة إيطالية أطلقت عليها اسم الصومال الإيطالي. وفي عام 1960، بعد استقلال المنطقتين أعلنتا الوحدة تحت اسم الجمهورية الصومالية.

## الصومال الإيطالي

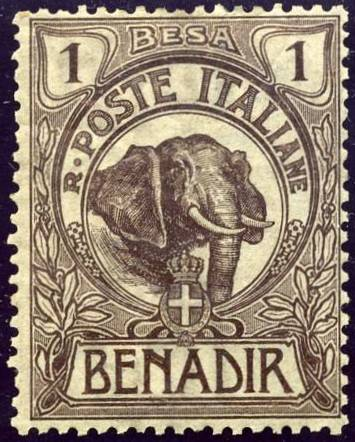
طابع بريدي صدر لشركة بنادر عام 1903.

### بنادر
صدرت أول الطوابع في الصومال لصالح شركة بنادر من قبل السلطات الإيطالية في عام 1903.

### الاستعمار الإيطالي

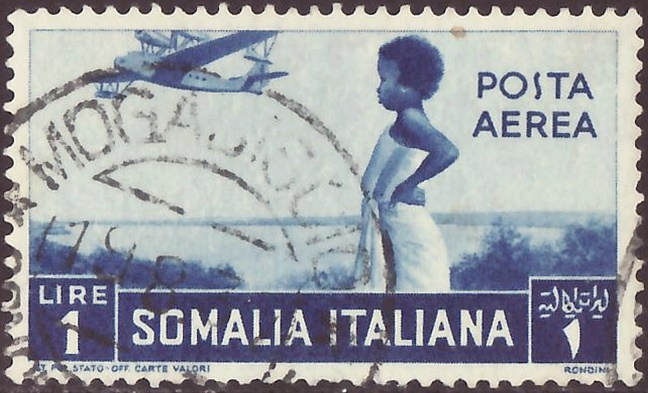
طابع الصومال الإيطالي 1936.

في عام 1905، تولت إيطاليا مسؤولية إنشاء مستعمرة لها في الصومال، بعد الكشف عن تسامح شركة بنادر مع تجارة الرقيق أو مشاركتها في إدامتها.
طُبعت أولى الطوابع البريدية عام 1905، ثم طُبعت إصدارات أخرى من طوابع بنادر حتى عام 1926، في تلك الفترة وتحديدا عام 1916 طٌبعت طوابع بريدية إيطالية لاستخدامها في الصومال الإيطالي. وصدرت المجموعة الأولى التي تحمل اسم "الصومال" في عام 1930.
أنشأ الحاكم ماوريتسيو رافا أول نظام لمحطات الخدمة البريدية في الصومال الإيطالي، والذي وصل أقصى اتساع له عام 1937.

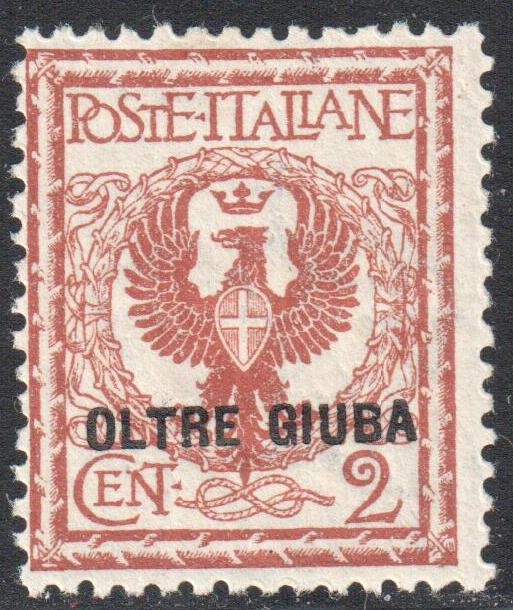
طابع صادر من شرق جوبا من عام 1925.

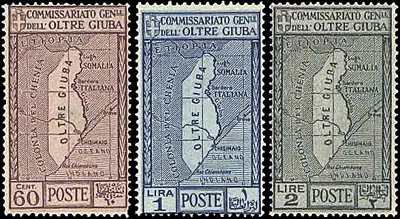
طابع صادر من جوبالاند من عام 1926.

### شرق جوبا
تأسست منطقة شرق جوبا الإيطالية في عام 1924، بعد أن تنازلت الإمبراطورية البريطانية عن الجزء الشمالي من منطقة جوبالاند لصالح إيطاليا.
صدرت أولى الطوابع للمستعمرة الجديدة في 29 يوليو 1925، وتكونت من طوابع إيطالية طُبع فوقها عبارة Oltre Giuba ودٌمجت منطقة شرق جوبا في الصومال الإيطالي عام 1925.

### شرق إفريقيا الإيطالية
في الفترة ما بين عامي 1936 و1941، صدرت طوابع بريدية للاستخدام في شرق إفريقيا الإيطالية، والتي كانت تسمى Africa Orientale Italiana (AOI)، وضمت كلا من إريتريا الإيطالية وإثيوبيا الإيطالية والصومال الإيطالي.

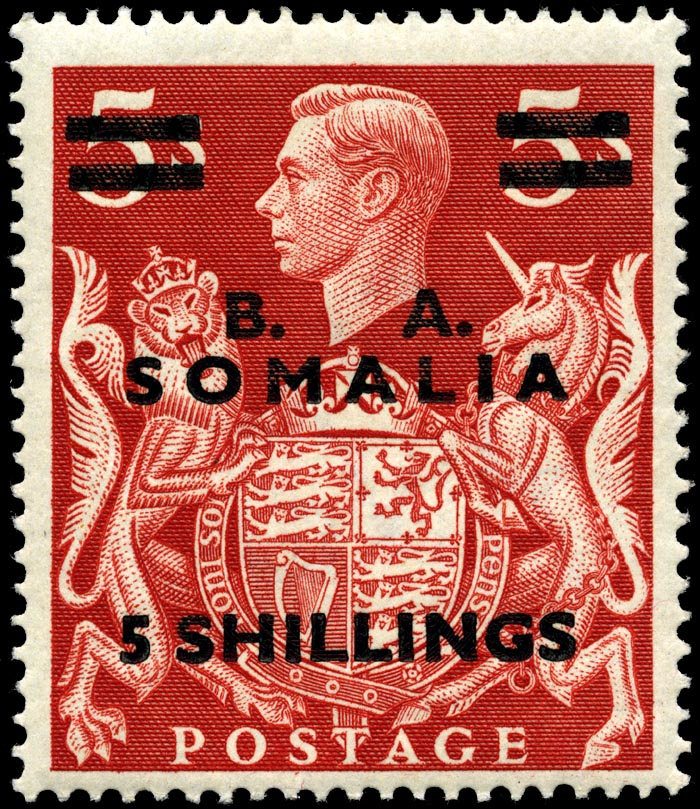
طابع صادر عن الإدارة البريطانية في الصومال الإيطالي.

### الإدارة البريطانية في الصومال الإيطالي
بعد أن احتلت القوات البريطانية منطقة الصومال الإيطالي خلال الحرب العالمية الثانية،استُخدمت الطوابع البريدية البريطانية المطبوعة وحملت اسم (قوات الشرق الأوسط) M.E.F، كما استٌخدمت الطوابع البريطانية التي حملت اسم (قوات شرق إفريقيا) "EAF"، بدءًا من 15 يناير 1943.
استُبدلت هذه الإصدارات بإصدارات مطبوعة تحت اسم BMA SOMALIA ولاحقًا BA SOMALIA، مما يعكس التغيير من الإدارة العسكرية البريطانية إلى الإدارة المدنية البريطانية. وكانت الطوابع المطبوعة بهذه الطريقة قيد الاستخدام في الفترة ما بين عامي 1948 و1950.

### فترة الوصاية
في عام 1949، بعد انتهاء الإدارة العسكرية البريطانية، فرضت الأمم المتحدة وصاية دولية على إقليم الصومال الإيطالي، وفي ظل الإدارة الإيطالية، استمرت الوصاية لمدة عشر سنوات، في الفترة بين عامي 1950 و1960، وصدرت الطوابع خلال هذه الفترة باللغتين الإيطالية والصومالية.

## الصومال البريطاني

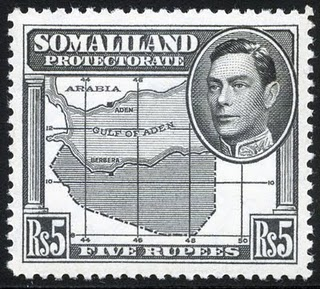
طابع بريدي صادر عام 1938 في الصومال البريطاني يُظهر خريطة الصومال البريطاني.

صدرت طوابع بريدية في الفترة ما بين عامي 1903 و1960 في الصومال البريطاني، في البداية باسم الصومال البريطاني، ولاحقًا باسم محمية أرض الصومال.
في 26 يونيو 1960، حصلت محمية أرض الصومال البريطانية على استقلالها لفترة وجيزة تحت اسم دولة أرض الصومال قبل أن تتحد بعد خمسة أيام من الإعلان عنها مع منطقة إقليم الصومال الإيطالي الخاضع للوصاية لتشكيل الجمهورية الصومالية في 1 يوليو 1960، وأُصدرت مجموعة من الطوابع طُبع فوقها عبارة "استقلال أرض الصومال في 26 يونيو 1960".

## الجمهورية الصومالية
بعد تأسيس الجمهورية الصومالية ، صدرت أولى الطوابع البريدية للدولة الناشئة في 1 يوليو 1960.
بعد الانقلاب العسكري عام 1969، تغير اسم البلاد والطوابع تبعا لذلك إلى جمهورية الصومال الديمقراطية.

## البريد التقليدي
في بدايات عام 1991، كان لدى خدمة البريد الصومالية 100 مكتب بريد، وبلغ إجمالي عدد الموظفين ما بين 1665 و2165 موظفًا. وفور انتشار الحرب الأهلية تعرضت البنية التحتية لخدمة البريد الوطنية للتدمير بالكامل في وقت لاحق خلال الحرب، وتوقفت أعمال خدمة البريد بشكل رسمي في أكتوبر 1991. واضطر السكان بعد ذلك إلى اللجوء إلى الطرق التقليدية لإرسال الطرود والرسائل. كما تواصلوا عبر رسائل مكتوبة بخط اليد من خلال المعارف ثم بعد ذلك خدمات الرسائل عبر الهاتف المحمول والبريد الإلكتروني.
استمر إنتاج الطوابع البريدية بشكل غير قانوني على المستوى الدولي خلال الحرب، على الرغم من أنها كانت مصممة فقط لهواة جمع الطوابع الخارجية.

## خدمة البريد الصومالية
في نوفمبر 2013، استؤنفت الخدمات البريدية الدولية بشكل رسمي، وحظيت خدمة البريد الصومالية التي أعيد إنشاءها بمساعدة من الاتحاد البريدي العالمي بما في ذلك توفير المساعدة الفنية والمعدات الأساسية للتعامل مع البريد. وفي أكتوبر 2014، أعادت وزارة البريد والاتصالات إطلاق خدمة تسلُّم البريد من الخارج، وكان من المقرر أن يتم تنفيذ النظام البريدي في جميع أنحاء البلاد من خلال نظام جديد للترميز والترقيم البريدي. وبحسب وزير البريد والاتصالات السلكية واللاسلكية محمود إبراهيم آدم، فإن المرحلة التالية من إعادة الإطلاق ستمكن السكان المحليين من إرسال رسائل إلى معارفهم في الخارج.

## روابط خارجية
- طوابع وهمية للجمهورية الصومالية.